# Liam Slock
Liam Slock (Gent, 18 september 2000) is een Belgisch wielrenner die in 2023 prof werd bij Lotto Dstny.

## Carrière
Slock is afkomstig uit Zeveneken. In zijn eerste twee seizoenen als beloften reed hij voor GM Recycling Team. In 2021 sloot hij zich aan bij de opleidingsploeg van Lotto Soudal. In zijn tweede seizoen bij die ploeg won hij het bergklassement in zowel de Ronde van Normandië als het Circuit des Ardennes. Op amateurniveau won hij dat jaar de openingsrit in de Triptyque Ardennais en de GP Color Code Bassenge.
In 2023 werd Slock prof bij Lotto Dstny, dat hem na twee overhevelde vanuit de opleidingsploeg. Zijn debuut in de World Tour maakte hij in april in Parijs-Roubaix. Twee weken eerder eindigde hij als tweede in de Olympia's Tour, waar hij met de opleidingsploeg aan deelnam.
In de Parijs-Roubaix van 2024 maakte Slock deel uit van de vroege vlucht. Nadat hij en zijn medeaanvallers terug werden gepakt, bleef hij in de eerste groep meerijden. Op de wielerbaan in Roubaix eindigde hij op de twintigste plek.

## Overwinningen
2022
Bergklassement Ronde van Normandië
Bergklassement Circuit des Ardennes
1e etappe Triptyque Ardennais
GP Color Code Bassenge

## Resultaten in voornaamste wedstrijden
| Jaar | Gent-Wevelgem | Ronde van Vlaanderen | Parijs-Roubaix | Luik-Bast.‑Luik | Clásica San Sebastián |
| ---- | ------------- | -------------------- | -------------- | --------------- | --------------------- |
| 2023 |               |                      | 58e            | opgave          | buit.tijd             |
| 2024 | 95e           | 58e                  | 20e            |                 |                       |

## Ploegen
- 2023 −  Lotto Dstny
- 2024 –  Lotto Dstny
- 2025 –  Lotto

Adamietz · Beullens · Campenaerts · De Buyst · De Gendt · De Lie · Drizners · Eenkhoorn · Ewan · Frison · Grignard · Guarnieri · Kron · Livyns · Menten · Moniquet · Paasschens · Schwarzmann · Segaert (vanaf 24/2) · Selig · Sepúlveda · Slock · Sweeny · Van de Paar · Van Eetvelt · Van Gils · Van Moer · Vanhoucke (vanaf 15/8) · Vermeersch
Adamietz · Berckmoes · Beullens · Campenaerts · Currie · De Buyst · De Gendt · De Lie · Drizners · Eenkhoorn · Gregaard · Grignard · Guarnieri · Kron · Livyns · Menten · Moniquet · Paasschens · Segaert · Taminiaux · Sepúlveda · Slock · Vandenabeele · Van de Paar · Van Eetvelt · Van Gils · Van Moer · Vanhoucke · Vermeersch